# Canthidermis macrolepis
Canthidermis macrolepis là một loài cá biển thuộc chi Canthidermis trong họ Cá bò da. Loài này được mô tả lần đầu tiên vào năm 1888.

## Từ nguyên
Tính từ định danh macrolepis được ghép bởi hai âm tiết trong tiếng Hy Lạp cổ đại: makrós (μακρός, “dài, to”) và lepís (λεπῐ́ς, “vảy”), hàm ý đề cập đến lớp vảy to ở thân sau và đuôi của loài cá này.

## Phạm vi phân bố và môi trường sống
C. macrolepis ban đầu chỉ được ghi nhận ở phía tây bắc Ấn Độ Dương, giới hạn từ Biển Đỏ đến biển Ả Rập. Mãi đến năm 2019, C. macrolepis lần đầu tiên được phát hiện tại Thái Bình Dương, khi loài này được xác định dựa trên mã vạch DNA tại quần đảo Đông Sa (Biển Đông), đế  ndnăm 2020 thì C. macrolepis được xác nhận là đã mở rộng phạm vi về phía bắc đến Nam Nhật Bản (vùng phía nam đảo Honshu và đảo Shikoku) và Micronesia (một mẫu vật được thu thập ở khoảng giữa phía bắc Liên bang Micronesia và phía đông quần đảo Mariana).
C. macrolepis là cá biển khơi, nhưng đến mùa sinh sản thì bơi về vùng nước nông để đẻ trứng.

## Mô tả
Chiều dài cơ thể lớn nhất được ghi nhận ở C. macrolepis là 60 cm. Thân của C. macrolepis có màu xám nâu, nhạt hơn ở phần ngực và bụng. Vây lưng sau và vây hậu môn vươn cao ở trước, có viền đen. Vây đuôi màu đen, bo tròn ở cá con, phát triển thêm hai thùy nhọn kih trưởng thành. Vây ngực màu đen.
Số gai ở vây lưng: 3; Số tia vây ở vây lưng: 23–27; Số gai ở vây hậu môn: 0; Số tia vây ở vây hậu môn: 21–24; Số tia vây ở vây ngực: 14–16.